# 梅特莱孔特 (涅夫勒省)
梅特莱孔特（法語：Metz-le-Comte）是法国涅夫勒省的一个市镇，属于克拉姆西區（Clamecy）塔奈县（Tannay）。该市镇总面积14.37平方公里，2009年时的人口为186人。

## 人口
梅特莱孔特人口变化图示